# Gerrit Schimmelpenninck
Gerrit Schimmelpenninck (ur. 25 lutego 1794 w Amsterdamie, zm. 4 października 1863 w Arnhem) – holenderski polityk, pierwszy premier Holandii od 25 marca do 17 maja 1848. Minister spraw zagranicznych 1848; minister finansów 1848. Prezes Holenderskiego Towarzystwa Handlowego od 1827 do 1833.